# نلی پارسادانیان
نلی پارسادانیان (ارمنی: Նելլի Փարսադանյան؛ زادهٔ ۲۶ سپتامبر ۲۰۰۱) بازیکن فوتبال در پست مدافع اهل ارمنستان است.

## باشگاهی
از باشگاه‌هایی که در آن بازی کرده‌است می‌توان به باشگاه فوتبال زنان آلاشکرت اشاره کرد.

## تیم ملی
وی همچنین در تیم ملی فوتبال زیر ۱۹ سال زنان ارمنستان بازی کرده‌است. 